# Indisch Schiereiland
Het Indisch Schiereiland of Indiaas Schiereiland is het zuiden en midden van het Indisch Subcontinent, het deel dat als een punt uitsteekt in de Indische Oceaan. Het schiereiland wordt in het westen begrensd door de Arabische Zee en in het oosten door de Golf van Bengalen. 
Het Indisch Schiereiland omvat de Dekan, het plateau in het midden van India; de gebergtes van de West-Ghats en Oost-Ghats langs respectievelijk de west- en oostkust; de rivierbekkens van de Godavari, Krishna en Kaveri en de kustvlakten van Tamil Nadu, Andhra Pradesh en Odisha.